# サンダース・ロー SR.53
サンダース・ロー SR.53
1957年9月のファーンボロー国際航空ショーで展示されたSR.53の2号機。
- 用途：迎撃戦闘機/試作戦闘機
- 設計者：Maurice Brennan
- 製造者：Saunders-Roe
- 運用者：予定使用者：イギリス空軍
- 初飛行：1957年5月16日
- 生産数：2機

サンダース・ロー SR.53(Saunders-Roe SR.53)とはイギリスの航空機メーカーサンダース・ロー社でイギリス空軍のために試作された戦闘機である。1957年に初飛行した。
1950年代に入り、イギリス空軍は高性能の迎撃機を求め、ロケット動力機に関心を持つようになった。1952年のOR301（作戦要求301）において、ロケットエンジンも搭載した迎撃機の開発を求めた。これにより、アヴロ 720とサンダース・ロー SR.53が開発されることとなった。
SR.53はT字尾翼を有する機体で、主翼は短い翼端切り落としのデルタ翼である。主翼端に空対空ミサイルを搭載する。ジェットエンジンとロケットエンジンを搭載した混合動力機で、インテイクは肩口にある。1957年5月16日に初飛行した。初飛行時にマッハ1.33の速度を記録し、20,000m以上の高空でも活動可能という優れた性能を示したが、航続距離並びに兵装において実用機に劣ることが判明し2機の試作で終わった。やがて本機に充分な航続性能と兵装、アビオニクスを追加してサンダース・ロー SR.177として実用化するはずだった。しかし、ミサイル技術の発達とイギリスの有人戦闘機開発凍結の影響を受けて開発中止となった。

## スペック
- 全幅:7.65 m
- 全長:13.72 m
- 全高:3.29 m
- 総重量:8,618 kg
- エンジン：

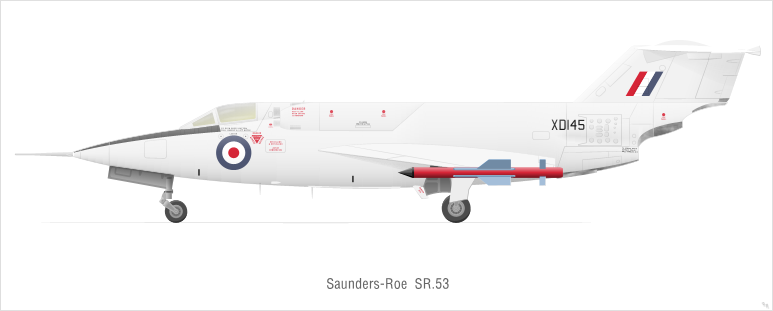

  - アームストロング・シドレー ヴァイパー 8 ターボジェットエンジン（推力744kg） × 1
  - デ・ハビランド スペクター ロケットエンジン（推力3632kg） × 1
- 最大速度:2,135 km/h
- 上限高度:20,420 m
- 武装
  - ファイアーストリーク × 2